# Christoph Daum
Christoph Daum (Zwickau, 24 oktober 1953 – Keulen, 24 augustus 2024) was een Duits voetbalcoach.

## Loopbaan als speler
Daum speelde in de jeugd van DJK Viktoria Beeck en VfvB Ruhrort-Laar alvorens bij Hamborn 07 te belanden. Hier maakte de toenmalige middenvelder in 1971 zijn debuut in het eerste elftal. Na één seizoen verliet hij de club en verhuisde hij naar streekgenoot Eintracht Duisburg. In Duisburg volgde hij in die periode ook een opleiding als sportleraar. In 1975 ruilde hij Eintracht Duisburg in voor het B-elftal van 1. FC Köln, waar hij op 28-jarige leeftijd stopte met voetballen.

## Loopbaan als trainer

### FC Köln
In 1981 stopte Daum als speler bij de amateurafdeling van FC Köln en ging hij bij de club aan de slag als trainer. Hij had een jaar eerder een trainersdiploma behaald bij de Duitse voetbalbond. De eerste vier seizoenen trainde Daum het B-elftal, nadien werd hij de assistent van hoofdcoach Hannes Löhr en diens opvolger Georg Kessler. In 1986 bereikte FC Köln de finale van de UEFA Cup, waarin het verloor van Real Madrid.
Ondanks het bereiken van de UEFA Cup-finale werd Kessler tijdens het seizoen 1986/87 al snel aan de deur gezet. Daum werd toen voor het eerst hoofdcoach. Hij bleef lang aan het roer bij de Duitse club en werd in 1989 zelfs vicekampioen. Een jaar later werd FC Köln opnieuw vicekampioen en bereikte het de halve finale van de UEFA-cup.
Terwijl in Italië het WK 1990 volop aan de gang was, ontsloeg Dietmar Artzinger-Bolten, de voorzitter van FC Köln, Daum als trainer. Een officiële reden voor het ontslag gaf de club nooit vrij.

### VfB Stuttgart
Daum bracht de zomer van 1990 door zonder club. Pas in november van dat jaar vond hij een nieuwe werkgever. Hij volgde bij VfB Stuttgart-coach Willi Entenmann op. In zijn periode bij Stuttgart kreeg Daum spelers als Matthias Sammer, Ludwig Kögl en Jens Keller onder zich. Hij loodste het team in 1992 naar de landstitel. Een jaar later mocht Stuttgart als kampioen deelnemen aan de eerste UEFA Champions League. De club schakelde in de eerste ronde Leeds United uit, maar moest een wedstrijd herspelen, omdat Daum één buitenlander te veel had opgesteld. De wedstrijd werd op neutraal terrein afgewerkt, in een bijna leeg Camp Nou. Leeds won met 2-1 en ging een ronde verder. Een seizoen later werd Daum tijdens de winterstop ontslagen.

### Beşiktaş
Voor het eerst in zijn carrière trok Daum naar het buitenland. Begin 1994 werd hij hoofdcoach bij het Turkse Beşiktaş JK. Het buitenlands avontuur werd meteen een succes. De club won in zijn eerste maanden onder Daum de Beker van Turkije en de Supercup. Een seizoen later speelde hij met Beşiktaş kampioen in de Süper Lig.

### Bayer 04 Leverkusen

#### Drie keer vicekampioen
In 1996 keerde Daum na zijn ontslag bij Beşiktaş terug naar Duitsland. In de Bundesliga werd hij aangesteld als de nieuwe trainer van Bayer 04 Leverkusen. Hij veroverde in zijn eerste seizoen de tweede plaats, net achter landskampioen Bayern München. Een jaar later werd de club derde, om vervolgens twee keer op rij vicekampioen te worden. Bayer 04 Leverkusen beschikte in die dagen over een sterk team bestaande uit onder meer Erik Meijer, Hans-Peter Lehnhoff, Robert Kovač, Carsten Ramelow, Ulf Kirsten, Emerson, Zé Roberto en Michael Ballack.

#### Cocaïneschandaal
Door zijn goede prestaties bij Leverkusen werd Daum na Euro 2000 genoemd als favoriet om de Duitse bondscoach Erich Ribbeck op te volgen. Maar in Duitse pers verschenen toen artikelen, waarin Daum beschuldigd werd van het gebruik van cocaïne. De Duitse kranten schreven ook dat hij betrokken was bij orgieën met prostituées. Toen Daum zich vervolgens liet onderzoeken, bleek wel degelijk dat hij cocaïne had gebruikt. Zijn functie als bondscoach kon hij nadien vergeten, de Duitse voetbalbond stelde in oktober 2000 Rudi Völler aan als opvolger van Ribbeck. Bij Bayer 04 Leverkusen werd hij ontslagen. Daum gaf later toe dat hij cocaïne had gebruikt.

### Terug naar het buitenland
In maart 2001 vertrok Daum opnieuw naar Beşiktaş, waar hij ditmaal niets won. In mei 2002 mocht hij vertrekken. In oktober van dat jaar belandde hij bij FK Austria Wien, met wie hij meteen de dubbel (i.e. landstitel en Beker) pakte. Daum ging na het succes terug naar Turkije, waar hij deze keer trainer werd van Fenerbahçe SK.
In de zomer van 2003 werd Daum de coach van Fenerbahçe. Hij sloot zijn eerste seizoen bij zijn nieuwe club meteen af als kampioen. Met topspelers als Pierre van Hooijdonk, Serhat Akin, Mehmet Aurélio, Semih Sentürk en Serhij Rebrov beschikte Daum over een sterk elftal. Het team won een jaar later voor de tweede keer op rij de titel. Het verloor in 2005 wel met zware cijfers in de finale van de Beker van Turkije. Galatasaray SK won toen met 5-1 van Fenerbahçe.
Diezelfde club deed het in het seizoen 2005/06 ook beter dan Fenerbahçe. Galatasaray kaapte een derde titel op rij voor de neus van Fenerbahçe weg. Voor Daum was dat het signaal om op te stappen.

### Terugkeer naar FC Köln
In Duitsland vond Daum na een afwezigheid van vijf jaar opnieuw werk. Bij zijn ex-club FC Köln werd hij hoofdcoach. De club was net gedegradeerd en zag hoe topschutter Lukas Podolski naar Bayern München verhuisde. Daum werd uiteindelijk na twee seizoenen kampioen in de 2. Bundesliga. FC Köln keerde in 2008 terug naar de hoogste divisie. In 2009 maakte Daum na afloop van het seizoen een einde aan zijn contract.

### Tweede periode bij Fenerbahçe
Daum keerde terug naar Fenerbahçe, waar hij meteen de Supercup in de wacht sleepte. In de competitie werd de Turkse club echter opnieuw vicekampioen, waardoor Daum op het einde van het seizoen mocht opstappen.
Daum ontdekte als trainer dat enkele spelers van Fenerbahçe betrokken waren bij een seksschandaal. Hij was zelf op zoek gegaan naar informatie in het hotel waar het seksschandaal had plaatsgevonden.

### Eintracht Frankfurt
In maart 2011 nam Daum bij het Duitse Eintracht Frankfurt het roer over. Hij volgde zijn collega Michael Skibbe op. Frankfurt verkeerde in degradatiegevaar en hoopte dat Daum voor een ommekeer kon zorgen. Eintracht Frankfurt werd uiteindelijk voorlaatste waardoor het rechtstreeks degradeerde naar 2. Bundesliga. Na de degradatie werd het contract van Daum door het bestuur beëindigd.

### Club Brugge
Op 9 november 2011 nam Daum het roer over bij Club Brugge. Hij werd er de opvolger van Adrie Koster, die op 30 oktober aan de deur werd gezet. Daum was voor aanvang van het seizoen 2011/12 ook in beeld bij Standard Luik. Hij is bij blauw-zwart de eerste Duitse trainer sinds Georg Kessler, met wie hij in de jaren 80 samenwerkte bij FC Köln.
Daum liet zich bij blauw-zwart vooral opvallen door zijn behoudende aanpak. Omdat hij regelmatig met 1-0 won, werd het begrip "Daumscore" in het leven geroepen. De Duitser bracht geen aantrekkelijk voetbal en hamerde op een goede organisatie en discipline. Op een gegeven ogenblik kregen de West-Vlamingen de kans om over leider RSC Anderlecht te wippen, maar zover kwam het nooit. Club Brugge werd vicekampioen en plaatste zich zo voor de voorrondes van de Champions League. Daum verliet de club op het einde van het seizoen wegens privéredenen.

### Bursaspor
In augustus 2013 tekende Daum een contract voor twee jaar bij het Turkse Bursaspor. Op 24 maart 2014 werd hij echter al ontslagen, een dag voor het bekerduel tegen Galatasaray.

### Roemenië
Roemenië stelde Daum op 7 juli 2016 aan als bondscoach. De Duitser, die 2,5 jaar geen club onder zijn hoede had gehad, volgde Anghel Iordănescu op, die na het tegenvallend verlopen EK opstapte. De 62-jarige Daum kreeg als opdracht mee om het Oost-Europese land na twintig jaar weer eens naar de WK-eindronde te leiden. In die opzet slaagde hij niet, waarna de Roemeense voetbalbond hem op 11 september 2017 ontsloeg. De 1-0 nederlaag bij Montenegro op 4 september deed de Roemenen definitief de das om. Hij werd opgevolgd door de Roemeense oud-international Cosmin Contra.
| Interlands Roemenië onder leiding van Christoph Daum | Interlands Roemenië onder leiding van Christoph Daum | Interlands Roemenië onder leiding van Christoph Daum | Interlands Roemenië onder leiding van Christoph Daum | Interlands Roemenië onder leiding van Christoph Daum |
| №                                                    | Datum                                                | Wedstrijd                                            | Uitslag                                              | Competitie                                           |
| ---------------------------------------------------- | ---------------------------------------------------- | ---------------------------------------------------- | ---------------------------------------------------- | ---------------------------------------------------- |
| 1                                                    | 04.09.2016                                           | Roemenië – Montenegro                                | 1–1                                                  | WK-kwalificatie                                      |
| 2                                                    | 08.10.2016                                           | Armenië – Roemenië                                   | 0–5                                                  | WK-kwalificatie                                      |
| 3                                                    | 11.10.2016                                           | Kazachstan – Roemenië                                | 0–0                                                  | WK-kwalificatie                                      |
| 4                                                    | 11.11.2016                                           | Roemenië – Polen                                     | 0–3                                                  | WK-kwalificatie                                      |
| 5                                                    | 15.11.2016                                           | Rusland – Roemenië                                   | 1–0                                                  | Vriendschappelijk                                    |
| 6                                                    | 26.03.2017                                           | Roemenië – Denemarken                                | 0–0                                                  | WK-kwalificatie                                      |
| 7                                                    | 10.06.2017                                           | Polen – Roemenië                                     | 3–1                                                  | WK-kwalificatie                                      |
| 8                                                    | 13.06.2017                                           | Roemenië – Chili                                     | 3–2                                                  | Vriendschappelijk                                    |
| 9                                                    | 01.09.2017                                           | Roemenië – Armenië                                   | 1–0                                                  | WK-kwalificatie                                      |
| 10                                                   | 04.09.2017                                           | Montenegro – Roemenië                                | 1–0                                                  | WK-kwalificatie                                      |

## Privé
Christoph Daum was voor de tweede keer getrouwd, kreeg vier kinderen en woonde met zijn tweede vrouw in Keulen. Zijn tweede huwelijk werd in 2007 voltrokken in de middencirkel van het RheinEnergieStadion van Keulen.
Daum overleed in 2024 op 70-jarige leeftijd aan longkanker, na een lang ziekbed.

## Trivia
- Daum bevestigde in 1989, 40.000 Duitse mark toonde aan de deur van de kleedkamer, zodat zijn spelers zich visueel konden voorstellen hoe hun winstpremie er zou uitzien.
- Tijdens zijn periode bij Bayer Leverkusen liet hij zijn spelers over glasscherven lopen om hen duidelijk te maken dat een sterke geest belangrijk is in voetbal.